# Le Jour où Dieu est parti en voyage
Pour plus de détails, voir Fiche technique et Distribution.
Le Jour où Dieu est parti en voyage est un long métrage de fiction de coproduction franco-belge réalisé par Philippe Van Leeuw, sorti en 2009.

## Synopsis
Kigali aux premiers jours du génocide. Les Rwandais s'entretuent et les Occidentaux quittent le pays. Jacqueline, une jeune femme tutsi, nourrice dans une famille belge, se retrouve seule et abandonnée. Elle fuit les massacres, arrive trop tard pour sauver ses enfants, et se réfugie dans la forêt. Elle y rencontre un autre rescapé. Isolés au milieu des bois, l'un lutte pour leur survie alors que l'autre se laisse entraîner vers la mort.

## Fiche technique
- Titre : Le Jour où Dieu est parti en voyage
- Réalisation : Philippe Van Leeuw
- Scénario : Philippe Van Leeuw
- Décoration : Kathy Lebrun
- Direction de la photographie : Marc Koninckx
- Montage : Andrée Davanture
- Son : Paul Heymans, Alek Goosse
- Producteurs : Patrick Quinet et Toussaint Tiendrebeogo
- Distribution et ventes internationales : MK2
- Pays d'origine :  Belgique,  France
- Format : couleur-Cinémascope — 35 mm — 2,35:1 - son Dolby
- Genre : drame
- Durée : 94 minutes
- Dates de sortie : 
  -  France - 28 octobre 2009

## Distribution
- Ruth Nirere : Jacqueline
- Afazali Dewaele : L'homme blessé
- Lola Tuyaerts : Petite fille Belge

## Distinctions
- Prix Kutxa-New Directors – San Sebastian IFF 2009.
- Grand Prix – Bratislava IFF 2009.
- Best Actress Award for Ruth Nirere Shanel – Bratislava IFF 2009.
- Best Actress Award for Ruth Nirere Shanel – Festival international du film de Thessalonique 2009.
- Prix Découverte – Namur FIFF 2009.
- Prix FACE (European Union Human Rights Award) – Istanbul IFF 2010.
- Best Film, Best Director, Best Actress for Ruth Nirere Shanel – Nairobi KIFF 2010.
- Grand Prix – 15th Forum for European Cinema – Lodz 2010.
- Lauréat de la Fondation Gan pour le cinéma 2007.
- Scénario Prix du Public au festival Premiers Plans d'Angers 2008.